# Colin à gorge noire
Colinus nigrogularis
Espèce
Statut de conservation UICN

 LC  : Préoccupation mineure
Le Colin à gorge noire (Colinus nigrogularis) est une espèce d'oiseaux galliformes appartenant à la famille des Odontophoridae.

## Description
Il mesure entre 17 et 20 cm de longueur. La face du mâle est noire avec des bandes blanches au-dessus et en dessous de l'œil, la gorge est aussi noire tandis que le sommet de la tête est roux. La poitrine et le ventre sont blancs tachés de noir, les ailes et la queue sont rousses. Les femelles ressemblent au Colin de Virginie avec la gorge marron.

## Comportement
Comme le Colin de Virginie, il émet un bruit ressemblant à "Cotui".

## Habitat
Il vit dans les savanes, les champs et les buissons près des étendues d'eau.

## Répartition et sous-espèces
Selon la classification de référence du Congrès ornithologique international (version 15.1, 2025) :
- Colinus nigrogularis caboti van Tyne & Trautman, 1941 — État de Campeche ;
- Colinus nigrogularis persiccus van Tyne & Trautman, 1941 — nord de la péninsule du Yucatán ;
- Colinus nigrogularis nigrogularis (Gould, 1843) — Bélize et nord du Guatemala ;
- Colinus nigrogularis segoviensis Ridgway, 1888 — est du Honduras et nord-est du Guatemala.